# Сказинецька сільська рада
| Сказинецька сільська рада — орган місцевого самоврядування у Могилів-Подільському районі Вінницької області з адміністративним центром у с. Сказинці. Сільській раді підпорядковані населені пункти: - с. Сказинці - с. Воєводчинці - с-ще Коштуля |

## Склад ради
Рада складається з 12 депутатів та голови.

## Керівний склад сільської ради
| ПІБ                        | Основні відомості                                                       | Дата обрання | Дата звільнення |
| -------------------------- | ----------------------------------------------------------------------- | ------------ | --------------- |
| Власик Світлана Миколаївна | Сільський голова, 11.04.1969 року народження, освіта вища, позапартійна | 26.10.2014   |                 |
| Власик Світлана Миколаївна | Сільський голова, 11.04.1969 року народження, освіта вища, позапартійна | 25.10.2015   |                 |

Примітка: таблиця складена за даними джерела